# Куран
Куран или Коран (арап. قرآن — Кур’ан, од арап. قرأ — кара’а — „читати“, „казивати“) је света књига ислама, која садржи „Божије речи упућене Мухамеду“. Широко се сматра најбољим делом у класичној арапској књижевности.
Кyран представља јединствен и најважнији ослонац у развоју исламске цивилизације и у животу муслимана, било у заједници, било као појединаца. Цењен као божије слово, истовремено је постао стандард и модел писаног и говорног арапског језика. Представља извориште теологије, законодавства, друштвених односа, правила опхођења у трговачким и личним односима, и у свакодневном животу. У развоју арапског језика, Коран има кључно место. Поред суне, Куран је главни извор исламског закона, шеријата.
Муслимани верују да је Бог усмено открио Куран пророку Мухамеду преко арханђела Гаврила. Откривање се дешавало постепено, у периоду кад је Мухамед имао око 23 године, затим 40 година, и закључно 632. године у доба његове смрти. Муслимани Куран сматрају Мухамедовим чудом, доказом његовог пророчанства; као и кулминацију низа божанских порука почевши од оних објављених Адаму, укључујући Таврат, Забур (Псалме) и Инџил (Јеванђеље). Његов текст није само божански надахнут, већ су у њему буквалне Божије речи, и пружа потпуни кодекс понашања који нуди смернице у свакој области живота. Овај божански карактер који се приписује Курану, навео је муслиманске теологе да жестоко расправљају о томе да ли је Куран „створен или нестворен“.
Куран претпоставља да је читалац упознат са главним наративима који се износе у библијским и апокрифним списима. Она сумира неке, дуго се задржава на другима и, у неким случајевима, представља алтернативне приказе и тумачења догађаја. Куран себе описује као књигу упутства за човечанство (2:185). Понекад нуди детаљне приказе конкретних историјских догађаја и често наглашава морални значај догађаја у односу на његов наративни низ. Допуњујући Куран објашњењима за неке загонетне куранске наративе, и пресудама које такође пружају основу за исламски закон у већини деноминација ислама, су хадиси—усмене и писане традиције за које се верује да описују речи и дела Мухамеда. Током намаза, Куран се учи само на арапском језику. Неко ко је научио напамет цео Куран назива се хафиз. У идеалном случају, стихови се рецитују са посебном врстом прозодије резервисане за ову сврху, која се зове таџвид. Током месеца Рамазана, муслимани обично завршавају учење целог Курана током теравих намаза. Да би извукли значење одређеног куранског ајета, муслимани се ослањају на егзегезу, или коментар, а не на директан превод текста.

## Настанак
По исламском предању, Кyран произлази из Мухамедових проповеди и сама реч значи „проповед“. Куран је за муслимане реч Божија коју је Џибрил (архангел Гаврило) пренео преко изасланика Мухамеда, последњег у низу библијских изасланика. По месту Божјег обраћања Мухамеду, разликује се између меканских и мединских сура. Мухамед и његови следбеници забележили су многа од ових испрекиданих откривења, и после његове смрти остало је много записаних фрагмената и много оних који су се сећали његових казивања. Сапутници су током наредних 20 саставили Куран, који су записали или научили напамет његове делове. У различитим рукописима, међутим, јавиле су се несложице: халифа Осман је крајем 7. века успоставио стандардну верзију, сада познату као Османски кодекс, који се генерално сматра архетипом данас познатог Курана. Постоје, међутим, варијанте читања, са углавном мањим разликама у значењу. Контроверзе око интегритета садржаја Курана ретко су биле проблем у муслиманској историји упркос неким хадисима који наводе да текстуални интегритет Курана није сачуван.
Савремена критичка истраживања не уздају се у натприродне изворе, и уздржавају се од прихватања традиционалних сведочења, која су умногоме записана тек у 8. и 9. веку. Проналазак прво Санског 1957, а 2015. и Бирмингемског рукописа потврђују да је курански текст постојао већ у 7. веку, што би одговарало историјском Мухамеду. Појединости око његовог настанка, преношења, и коначне компилације и даље су у широкој академској расправи.

## Улога у исламском животу
Постоји много моралних проповеди Курана и — са обичајима из изасланиковог живота — оне формирају основу исламског закона (шеријата). Широкогрудост и поштење представљали су врхунац, а себични трговци из Меке били су строго осуђени. Основни захтеви муслиманског живота су дневне молитве, милостиња, пост у месецу рамазану и ходочашће у Меку. Друштвене реформе су успостављене а међу њима су закон о наслеђу, закон о криминалу, закон о понашању мужева и жена, родитеља и деце и власника робова, те закон o односу трговаца и муслимана према немуслиманима. Камате су биле забрањене, а установљени су закони о исхрани. Женама је била допуштена половина наслеђа мушкараца (уместо дотадашњег ничега), а успостављена је и „граница од четири жене”, иако се одвраћало од свега што је преко једне.
Статус Корана међу муслиманима, као вечитог и нествореног, означава да његове речи заправо објављују бараку (благослов); научити их напамет, постати хафиз, „чувар“ Корана, представља побожни чин, и значи поштовање заједнице. Рецитовање стихова из Корана, вештина је за себе, и врхунски рецитатори могу помагати у време жалости или славља.

## Куран, Стари и Нови завет
Куран је, у неку руку, „Најновији завет”, пошто се надовезује на јеврејску и хришћанску Библију, али их по веровању муслимана — и исправља. У Курану, на пример, Исус има значајно место, али не као Божији син, већ као месија, један од пет највећих Божијих изасланика у исламу. Муслимани, такође, верују у други долазак Исуса. За муслимане, Куран је последња реч Алаха која коначно дефинише ислам као најсавршенији облик древне монотеистичке религије. Првобитна намера Курана је била да уведе Арапе у заједницу народа Књиге, и то у ред са Јеврејима и хришћанима који су примили Тору и Завете.

## Занимљивости
Салих Селимовић на крају своје књиге Да будемо оно што јесмо (2018, стр. 190.-192.) пише да је први превод Курана на српски језик урадио Мићо Љубибратић 1895. г.. Ниједан муслиман ни немуслиман са јужнословенских простора пре њега то није урадио, а први такав превод је био тек 43 године касније, од стране Али Ризе Карабега. Тај превод је био само лоша компилација Љубибратићевог превода. Ни каснији преводи нису били много бољи. У самој Турској, први превод Курана на турски је урађен тек 1842. године. Хоџе на Балкану су училе напамет молитве на арапском, углавном без разумевања значења, а на тај начин су код неуких муслимана добијали статус учених особа и мистика.